# Dasypterus
Los murciélagos amarillos (Dasypterus) constituyen un género (o subgénero de Lasiurus) que incluye quirópteros perteneciente a la tribu Lasiurini de la familia de los vespertiliónidos. Agrupa a 4 especies nativas de América. 

## Taxonomía
Descripción original e historia taxonómica
Este taxón fue primitivamente propuesto como un subgénero de Atalapha en el año 1870 por el naturalista y explorador alemán Wilhelm Karl Hartwich Peters, para incluir los llamados murciélagos amarillos, diferenciándolos así de los murciélagos rojizos. La diferencia anatómica más destaca es la de presentar un único premolar en cada semi-maxila, mientras que allí Lasiurus presenta dos. 
En el año 1893, el zoólogo estadounidense Harrison Allen elevó al rango genérico a Dasypterus.
Desde ese momento, y salvo George Gaylord Simpson, le fue adjudicada esa categoría taxonómica superior, siendo determinante la opinión autorizada del mastozoólogo Ángel Cabrera.
En el año 1961, E. Raymond Hall y J. Knox Jones Jr. vuelven a insertar a Dasypterus como un subgénero del género Lasiurus, lo que fue aceptado solo por una parte de la comunidad científica, por ejemplo Nancy B. Simmons en el año 2005 o Gardner y Handley en 2008, mientras que otros, como A. M. Husson, Rubén Marcos Barquez, Michael A. Mares o Janet K. Braun, continuaron apoyando su reconocimiento como género independiente, basándose en su morfología. Esta consideración genérica fue confirmada en el año 2015, mediante un estudio genético efectuado por Amy B. Baird, Janet K. Braun, Michael A. Mares, Juan Carlos Morales, John C. Patton, Christina Q. Tran y John W. Bickham, en el cual se utilizó 4 loci del ADN mitocondrial y del cromosoma Y. En el año 2016, Alan C. Ziegler, Francis G. Howarth y Nancy B. Simmons lo rebajaron nuevamente a una categorización subgenérica. En el año 2017, Amy B. Baird, Michael A. Mares, John C. Patton y John W. Bickham, a los que se sumaron Janet K. Braun, Mark D. Engstrom, Ashlyn C. Holbert, Maritza G. Huerta y Burton K. Lim, sumaron argumentos para justificar su consideración de nivel genérico. En el año 2018, Roberto Leonan Morim Novaes, Guilherme Siniciato Terra Garbino, Vinícius Cardoso Cláudio y Ricardo Moratelli concordaron en situarlo en un nivel subgenérico, entre otras razones, para preservar la estabilidad de los nombres científicos muy empleados por los especialistas, por lo que, de permitir la elevación a la jerarquía genérica, dificultaría las búsquedas de información sobre los taxones que los integran.
Relaciones filogenéticas
Dentro de la tribu Lasiurini, los murciélagos amarillos (Dasypterus) están relacionados con los murciélagos rojizos (Lasiurus sensu stricto). La división entre ambos clados ocurrió aproximadamente hace 18,5 Ma (12,2-26,5 Ma).
Dentro de Dasypterus, D. xanthinus es el linaje más basal, distando genéticamente de los restantes entre 17 y 19 %. D. insularis y D. intermedius tienen una divergencia entre sí de aproximadamente un 13 %. Las poblaciones sudamericanas de D. ega se encuentran distanciadas aproximadamente un 9 % respecto a las de Centro y Norteamérica, divergieron entre sí hace 2,63 Ma (1,2–4,5 Ma).
Subdivisión

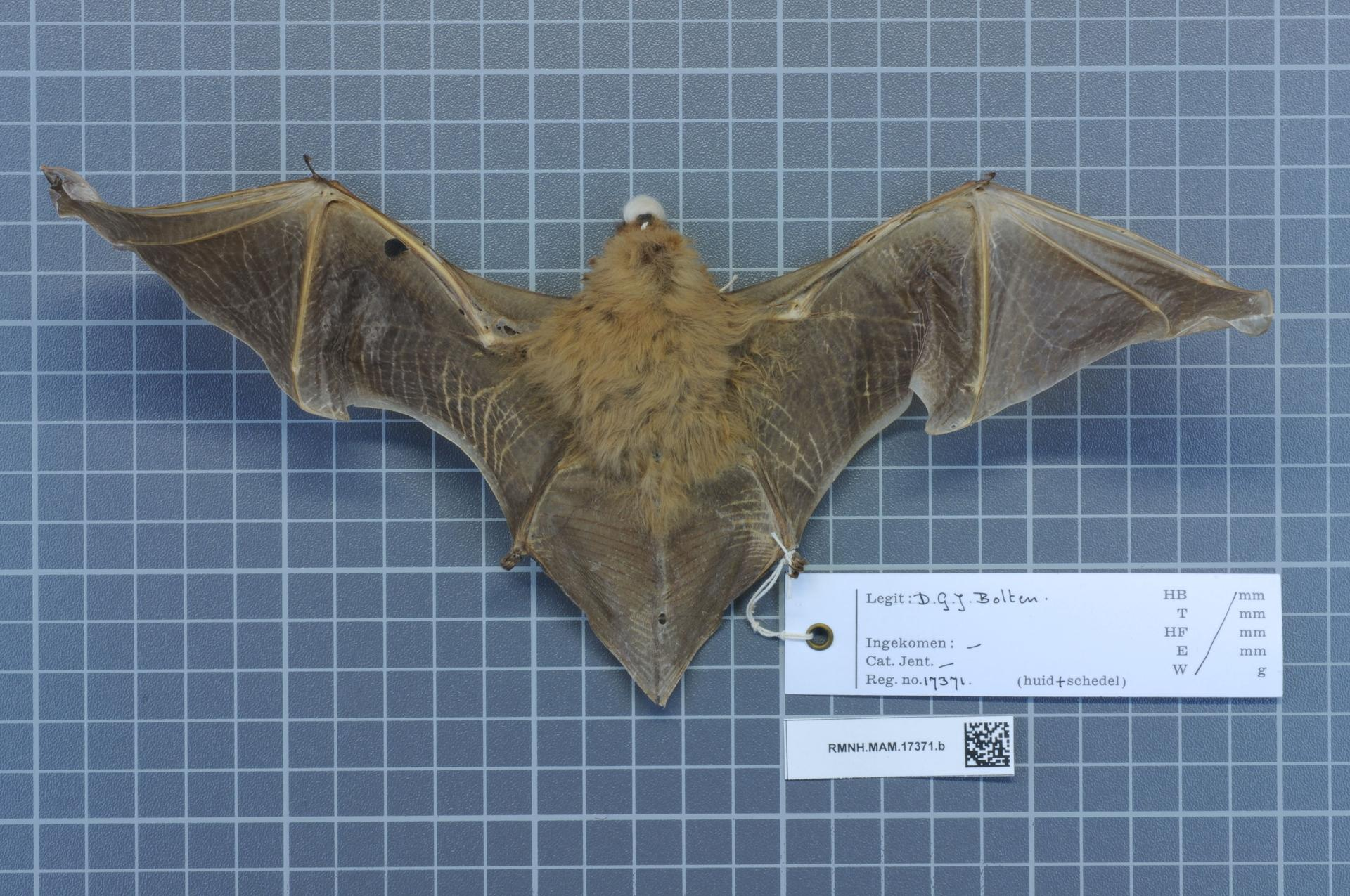
Dasypterus ega ega.

Este clado se compone de 4 especies y numerosas subespecies:
- Dasypterus ega (Gervais, 1856)
  - Dasypterus ega ega (Gervais, 1856)
  - Dasypterus ega argentinus Thomas, 1901
  - Dasypterus ega caudatus (Tomes, 1857)
  - Dasypterus ega fuscatus Thomas, 1901
  - Dasypterus ega panamensis Thomas, 1901
- Dasypterus insularis Hall & Jones, 1961
- Dasypterus intermedius (H. Allen, 1862)
  - Dasypterus intermedius intermedius (H. Allen, 1862)
  - Dasypterus intermedius floridanus Miller, 1902
- Dasypterus xanthinus (Thomas, 1897)

## Distribución geográfica y costumbres
Las especies de Dasypterus se distribuyen extensamente en el continente americano, desde Estados Unidos por el norte hasta el centro de la Argentina por el sur. Sus dietas están compuestas mayormente por insectos.